# Navassa (Carolina del Nord)
Navassa és una població dels Estats Units a l'estat de Carolina del Nord. Segons el cens del 2007 tenia 644 habitants.

## Demografia
Segons el cens del 2000, Navassa tenia 479 habitants, 177 habitatges i 123 famílies. La densitat de població era de 75,5 habitants per km².
Dels 177 habitatges en un 28,8% hi vivien nens de menys de 18 anys, en un 38,4% hi vivien parelles casades, en un 23,7% dones solteres, i en un 30,5% no eren unitats familiars. En el 26% dels habitatges hi vivien persones soles l'11,3% de les quals corresponia a persones de 65 anys o més que vivien soles. El nombre mitjà de persones vivint en cada habitatge era de 2,71 i el nombre mitjà de persones que vivien en cada família era de 3,27.
Per edats la població es repartia de la següent manera: un 27,3% tenia menys de 18 anys, un 7,9% entre 18 i 24, un 26,9% entre 25 i 44, un 23,6% de 45 a 60 i un 14,2% 65 anys o més.
L'edat mediana era de 37 anys. Per cada 100 dones de 18 o més anys hi havia 93,3 homes.
La renda mediana per habitatge era de 25.375 $ i la renda mediana per família de 35.179 $. Els homes tenien una renda mediana de 21.875 $ mentre que les dones 18.529 $. La renda per capita de la població era d'11.328 $. Entorn del 24,8% de les famílies i el 27,1% de la població estaven per davall del llindar de pobresa.

## Poblacions més properes
El següent diagrama mostra les poblacions més properes.